# Stemonoporus gilimalensis
Espèce
Statut de conservation UICN

 CR A1c, C2a : 
En danger critique
Stemonoporus gilimalensis est une espèce de plantes du genre Stemonoporus de la famille des Dipterocarpaceae.